# Patroas
Patroas, também chamado de Festa das Patroas, é um álbum de estúdio de Marília Mendonça e Maiara & Maraisa lançado no 4 de setembro de 2020 pela gravadora Som Livre. O álbum contém muitas regravações de músicas de outros artistas. A única inédita que ganhou destaque foi "Quero Você do Jeito Que Quiser", composição das três. O projeto foi gravado como live no YouTube no dia 14 de junho de 2020. Entre junho e agosto, o álbum foi lançado em EPs com 4 músicas, sendo o primeiro lançado no dia 10 de julho de 2020. Apenas no dia 4 de setembro que o projeto foi lançado como um único álbum.
A música "Uma Vida A Mais", composição de Marília Mendonça, Maraisa, Juliano Tchula e Elcio di Carvalho, é uma versão da música "Listen to Your Heart", da dupla de pop rock sueca Roxette.
Em 2021, foi indicado ao Grammy Latino de Melhor Álbum de Música Sertaneja.

## Antecedentes
A parceria entre as três artistas já ocorreu anteriormente em diversas ocasiões, como em "Motel", no álbum Ao Vivo em Goiânia, de Maiara & Maraisa; "Bebaça", no álbum Todos os Cantos, de Marília Mendonça; e no projeto Agora É Que São Elas, que foi lançado em EP nos anos de 2016 e 2018, no qual teve a música "A Culpa é Dele", que também é uma parceria entre as artistas. A canção trata de uma mulher que está sofrendo com uma traição amorosa de seu namorado com uma amiga, que causou o fim do relacionamento. A traição, porém, não interfere em nada na relação das duas, que colocam a culpa no namorado infiel. “Eu não vou deixar de ser sua amiga por causa de um qualquer / Que não respeita uma mulher”, diz a letra.

## Gravação
O projeto, que era originalmente uma live na plataforma YouTube, virou um disco, no qual o primeiro EP foi lançado em 10 de julho de 2020 com sucessos de outros artistas.

## Lançamento e recepção
Patroas foi lançado em setembro de 2020 pela gravadora brasileira Som Livre.
Em 17 de junho de 2022, o álbum passou a ser denominado Festa das Patroas, após a Justiça proibir a utilização do nome "Patroas", por este ser um nome parecido com o da banda "A Patroa". O jornalista e crítico Mauro Ferreira comentou o caso afirmando que "discos deveriam ter os títulos tombados porque, em última instância, são obras de arte e é preciso que sejam preservados como tal. E isso inclui, além do título, a capa. Ter que alterar a capa de um disco em reedições, como já aconteceu diversas vezes por questões jurídicas, é macular parte essencial da obra".

## Lista de faixas
As faixas "Cheiro de Shampoo" e "Cara Ou Coroa" já haviam sido regravadas por Maiara & Maraisa no álbum Aqui em Casa.
| N.º            | Título                                                                                      | Compositor(es) | Duração |  |
| 1.             | "Quero Você do Jeito Que Quiser"                                                            | Marília Mendonça Maiara Maraisa                                                                                          | 3:35    |  |
| 2.             | "10 de Setembro"                                                                            | Maraisa Mendonça Juliano Tchula Elcio di Carvalho                                                                        | 3:43    |  |
| 3.             | "Uma Vida a Mais (Listen To Your Heart)"                                                    | Per Gessle Mats M.P. Persson Maraisa Mendonça Tchula di Carvalho                                                         | 3:50    |  |
| 4.             | "Assunto Delicado"                                                                          | Maraisa Mendonça Tchula di Carvalho                                                                                      | 3:39    |  |
| 5.             | "Você Nem é Tudo Isso"                                                                      | Maraisa Mendonça Tchula di Carvalho                                                                                      | 3:51    |  |
| 6.             | "Coração Bandido"                                                                           | Rafael Dias Silas Barcelos                                                                                               | 4:07    |  |
| 7.             | "A Solidão É Uma Ressaca"                                                                   | Bruno Felipe | 3:51    |  |
| 8.             | "Cheiro de Shampoo"                                                                         | Cecílio Nena | 3:09    |  |
| 9.             | "Dez Corações"                                                                              | Cristian Luz | 2:56    |  |
| 10.            | "Só Pensando Em Você"                                                                       | Liah Soares | 3:44    |  |
| 11.            | "Paixão Goiana"                                                                             | João da Viola Romeu Wandscheer                                                                                           | 2:30    |  |
| 12.            | "No Dia Que Eu Saí de Casa"                                                                 | Joel Marques | 2:58    |  |
| 13.            | "Te Quero Pra Mim (It Matters To Me)"                                                       | Mark D. Sanders Ed Hill Edson Cadorini Raul Marquinhos                                                                   | 3:22    |  |
| 14.            | "Chora Viola" / "Caminheiro" / "Ladrão de Mulher" / "O Campeão" / "A Vaca Já Foi Pro Brejo" | Tião Carreiro Lourival dos Santos Jack Vieira & Vieirinha Fátima Leão Netto Alexandre Carreiro Santos Vicente P. Machado | 6:12    |  |
| 15.            | "Nuvem de Lágrimas"                                                                         | Paulo Debétio Paulinho Rezende                                                                                           | 3:20    |  |
| 16.            | "Nada Mudou"                                                                                | Paulino | 3:29    |  |
| 17.            | "Deixa Eu Te Amar"                                                                          | Cadorini Flavinho | 3:19    |  |
| 18.            | "Não Aprendi a Dizer Adeus"                                                                 | Marques | 2:33    |  |
| 19.            | "Cara Ou Coroa (A Cara O Cruz)"                                                             | C. Villa De La Torre A. Monroy Fernandez Carlos Colla                                                                    | 3:04    |  |
| Duração total: | Duração total:                                                                              | Duração total: | 67:00   |  |